# Abergele
Abergele är en ort och community i Wales, tillika en gammal romersk handelsstad. Orten är belägen på Wales nordkust mellan Colwyn Bay och Rhyl, i kommunen Conwy. Abergeles norra förort Pensarn ligger direkt vid kusten mot irländska sjön och är känd för sina badstränder.